# محمد علي شاكر
محمد علي شاكر هو خطاط وفنان ورسام عراقي مشهور، ولد في مدينة الحلة في محافظة بابل عام 1352 هـ / 1934م، وبعد إكماله للدراسة الأعدادية دخل معهد الفنون الجميلة وتخرج منه عام 1957م، وحصل على شهادة التخصص بالحفر الليثوغرافي والرسم ولقد شارك في معظم المعارض الفنية داخل العراق وخارجه.
كان يعتبر من الفنانين والأساتذة العراقيين الذين برزوا في عقد الستينيات والسبعينيات من القرن 20، ولقد صنفه الفنانون العراقيون ضمن المدرسة الرمزية. واشتهر في التدريس بمعهد الفنون، وكذلك في الحركة التشكيلية العراقية المعاصرة وكان يدرس مادة الألوان في معهد الفنون الجميلة عام 1968م.
درس محمد علي الخط العربي على يد الخطاط المعروف ماجد بك الزهدي، وسافر إلى روما في بعثة فنية وحصل على شهادة الدبلوم من اكاديمية الفنون الجميلة في روما في عام 1966م، كذلك درس في معهد سان جاكومود قسم الحفر ومنح شهادة الدبلوم، وعندما عاد إلى بغداد عين استاذا للرسم في معهد الفنون الجميلة.
وخلال مسيرته الفنية حصل على عدد من الأوسمة والجوائز الدولية حيث فاز بجوائز عديدة في إيطاليا بلغ عددها 17 جائزة خلال السنوات بين عامي 1961 و1966 وكذلك أخذ عدة جوائز من دول أخرى ومنها:
- الميدالية الذهبية.
- جائزة سان باولو.
- جائزة بالياتو سيتي.
- جائزة تيالمركوتا.

ولقد اشترك في معارض الفنانين الرواد، وشارك في معرض جمعية الفنانين العراقيين، وهو عضو في جماعة أو تجمع البعد الواحد الذي أسسه الفنان شاكر حسن آل سعيد في عام 1970م، وهو عضو في جمعية الفنانين العراقيين ونقابة الفنانين العراقيين.